# Пілютіков Сергій Юрійович
Сергі́й Ю́рійович Пілю́тіков (*3 квітня 1965, Узин) — сучасний український композитор, директор Міжнародного форуму «Музика молодих».
Народився 3 квітня 1965 року в Узині Київської області. У 1987 закінчив історичний факультет Харківського державного університету. В 1989 році почав брати уроки композиції у О. Щетинського, пізніше продовжив навчання в його класі в Харківському інституті мистецтв (закінчив у 1995). З 1985 по 1991 рік викладав історію у загальноосвітній школі. З 1991 по 1998 вів клас композиції у дитячій музичній школі у Харкові. З 1999 живе й працює в Києві. Окрім композиторської роботи, викладає композицію і електро-акустичну музику в музичній школі та ліцеї.
У 1992 отримав першу премію на Всеукраїнському композиторському конкурсі Gradus ad Parnassum у Києві. У 1993 став фіналістом міжнародного конкурсу молодих композиторів «Gaudeamus» у Голландії з композицією «Голоси річок» для камерного ансамблю (з понад 700 надісланих робіт до фіналу потрапили лише 9). Цей твір вперше прозвучав у концерті «Ксенакіс-ансамблю» в Амстердамі на фестивалі "Музичний тиждень «Gaudeamus». Відзначений дипломом міжнародного конкурсу саксофоністів «Сельмер -Париж в Україні» за найкращий твір українського композитора для саксофона (2000). Твори Пілютикова виконувалися на міжнародних фестивалях «Дні нової музики» в Цюриху (1998), «Київ травневий» (1999), «Два дні й дві ночі нової музики» в Одесі (1999, 2001), Міжнародному фестивалі сучасної музики «Контрасти» у Львові (1997), Міжнародному форумі музики молодих у Києві (1993, 1994, 1998), в концертній серії «Нова музика в Харкові» (1996), а також на концертах у Швейцарії, Польщі та Україні. Серед його виконавців — Національний симфонічний оркестр України, Симфонічний оркестр Національної філармонії України, Цюрихський ансамбль нової музики, київський камерний оркестр «ARCHI», французький саксофоніст М. Сіффер, Київський квартет саксофоністів, Стокгольмський квартет саксофоністів, солісти Московського ансамблю сучасної музики, українські ансамблі «Кластер» (Львів), «Рикошет» (Київ), швейцарський піаніст Д.Блюм, «Авалон-тріо» (Швейцарія).
З 1999 року — художній керівник Ансамблю нової музики Київської організації Національної спілки композиторів України «Рікошет», з 2000 року — музичний директор Міжнародного форуму молодих (Київ). З 2004 р. — Секретар Правління Національної Спілки композиторів України.
Композиторський стиль С. Пілютікова формувався під впливом Едісона Денисова, Яніса Ксенакіса, Луїджі Ноно, Джячінто Шелсі. Періодично звертається до некласичних жанрів, пише музику до кіно і телебачення. Декілька його пісень увійшли до спільного з С. Зажитьком альбому «Дважды рожденный»

## Список творів
для оркестру
- Концерт для 16 виконавців (флейта, гобой, кларнет, фагот, валторна, труба, тромбон, перкусія - 2, арфа, фортепіано, 2 скрипки, альт, віолончель, контрабас) : 7' (1994)
- «Тінь» для камерного оркестру : 8' (1993)
- Концерт для кларнета з симфонічним оркестром : 18' (1995-99)
- «Cantus supra librum» для симфонічного оркестру : 13' (1998)
- «Книга змін» для струнного оркестру : 22' (2000)

для камерних складів
- «Голоси річок» для сопрано, гобоя, кларнета, труби, альта, фортепіано : 12' (1992)
- Соната для перкусії : 10' (1993)
- Тріо для саксофона-тенора, віолончелі, фортепіано : 10' (1994)
- «Тет-а-тет» для флейти та кларнета : 9' (1995)
- Секстет для флейти, кларнета, скрипки, віолончелі, фортепіано, та перкусії : 13' — (1996)
- Квартет для кларнета, скрипки, віолончелі та фортепіано : 18' — (1996)
- «Танці» для кларнета та фортепіано : 6' (1997)*квартет для флейти (сопрано, піколо та альтової), перкусії, віолончелі та фортепіано : 18' (1999)
- Квартет для 4 саксофонів : 9' (1999)
- «Нитка» для гобоя соло : 7' (2000)
- «Бал» для 10 саксофонів : 11' (2000)
- Соната для віолончелі та фортепіано : 9' (2000)
- «Зигзаги» для перкусії та фортепіано : 10' (2001)
- «Легкий порух крила» для камерного ансамблю (2008)

для інструментів соло
- «Монолог» для кларнета соло : 4' (1990)
- «Грайте в гру» для фортепіано : 8' (1994)
- «Пейзаж-розгалуження» для віолончелі соло : 6' (1998)
- Соната для фагота соло : 8' (1998)
- Варіації для альта соло : 8' (1992–1997)
- Соната для саксофона-альта соло : 9' (1996)
- «Фуєте» для скрипки соло (2011)

вокальні та хорові твори
- «ab ovo» на вірші А. Рембо для мішаного хору : 13' (1993)
- «З японської поезії», цикл пісень на тексти сучасних японських поетів для баса, фортепіано, перкусії : 15' (1991)

## Джерело
- Артпортал [Архівовано 10 березня 2007 у Wayback Machine.]
- Сторінка на сайті НСКУ